# Compás de retícula

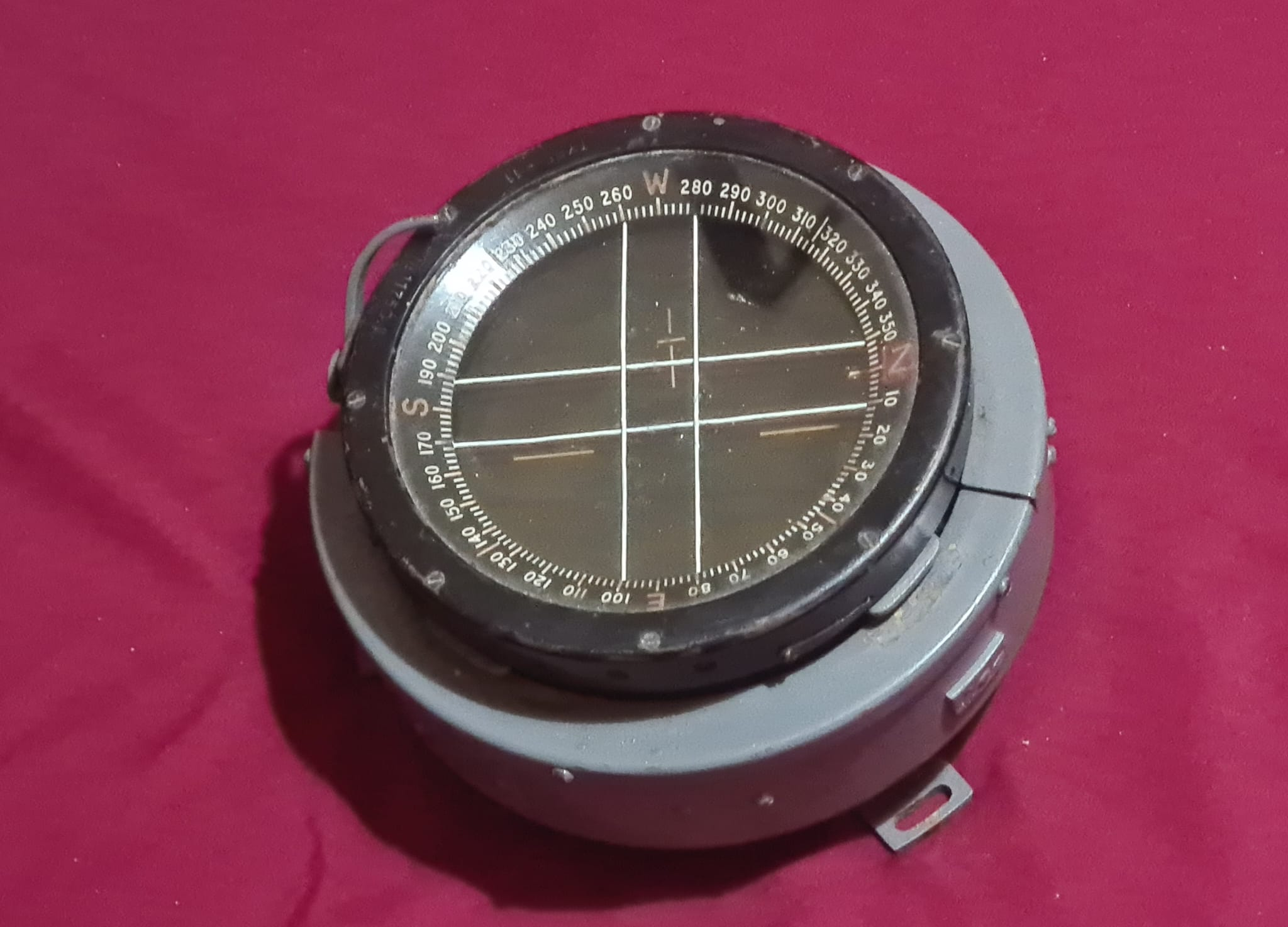
"Grid compass" de un Supermarine Spitfire

Un compás de retícula o brújula de retícula, es un instrumento de navegación que proporciona una dirección de referencia (en relación con el norte) en el plano horizontal, permitiendo fijar rumbos con respecto a dicho punto, con la ayuda de un limbo giratorio bloqueable y una retícula con dos líneas paralelas.
El  compás de retícula  supera a todos los otros tipos de compás desde el punto de vista del piloto, ya que éste no tiene que "observar constantemente" el número (o la marca de división) del rumbo deseado. Sólo tiene que preocuparse de controlar que la aguja del compás N / S esté entre las dos líneas paralelas de la retícula central. Utiliza un "principio de funcionamiento" similar al compàs de un "piloto automático ".

## Descripción

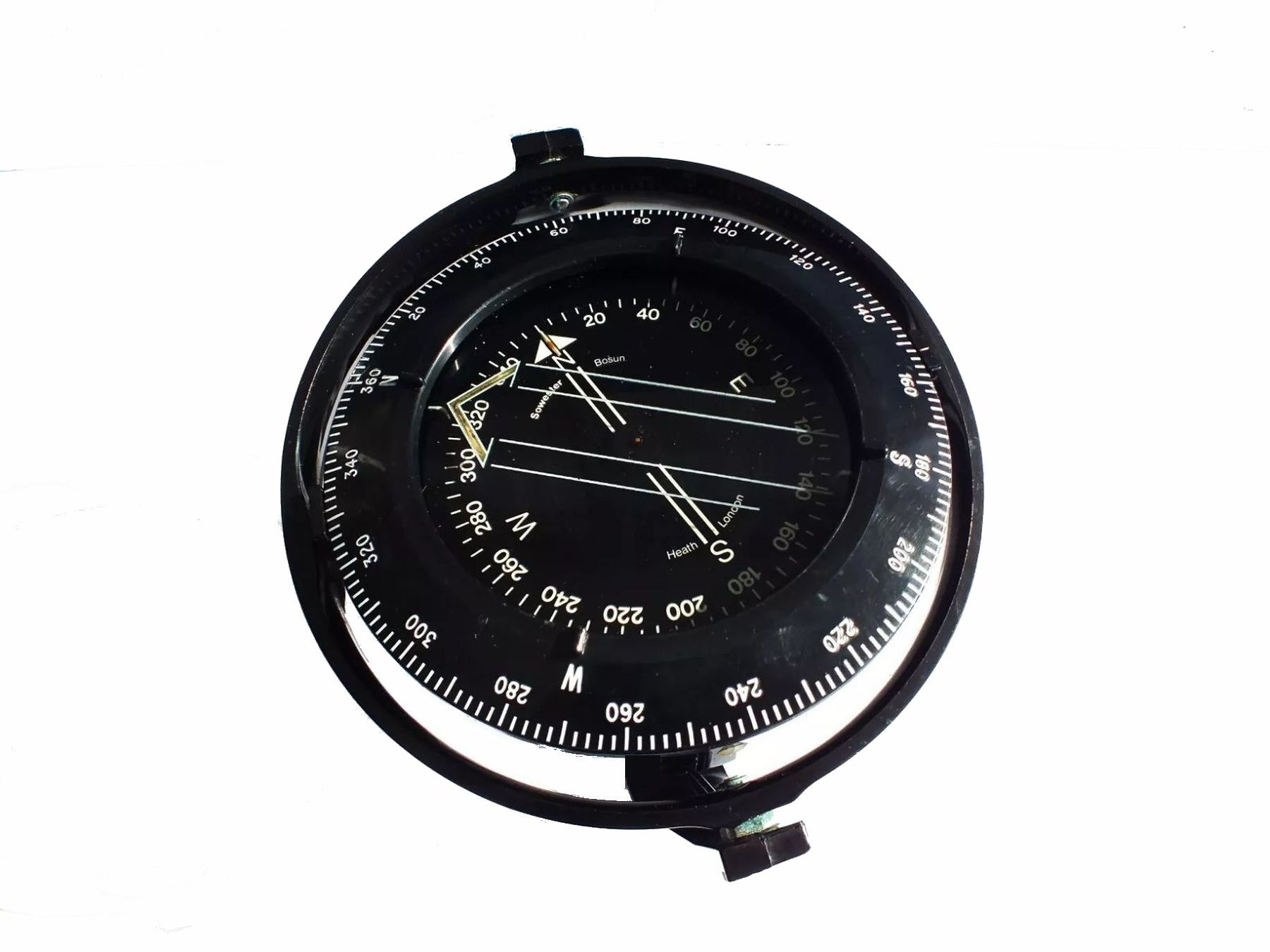
Compás de retícula Sowester-Bosun

El  compás de retícula  tiene un limbo giratorio graduado de 0° (norte) a 359° de forma ascendente en sentido horario, con un vidrio que gira con él, con dos líneas paralelas centradas grabadas en la parte superior. El círculo flotante tiene cuatro segmentos de color blanco formando una cruz sin su parte central.
Antes de iniciar la navegación, el piloto sólo tiene que seleccionar el rumbo deseado, girando el limbo graduado y fijarlo con la palanca lateral. Después, durante el viaje, sólo tiene que navegar vigilando que la parte vertical de la cruz quede entre las dos líneas paralelas para mantener el rumbo preestablecido.
El compás de retícula (Tipo P8 a Tipo P11) se instaló en la II Guerra Mundial en aviones Spitfire, en sustitución de la vieja serie P4. Se utilizó para establecimiento y lectura de rumbos, y como compás de control en aviones equipados con compás de lectura remota.